# Епархия Гамбомы
Епархия Гамбомы (лат. Dioecesis Gambomensis) — епархия Римско-Католической церкви c центром в городе Гамбома, Республика Конго. Епархия Гамбомы распространяет свою юрисдикцию на территорию департамента Плато. Епархия Гамбомы входит в митрополию Браззавиля. Кафедральным собором епархии Гамбомы является церковь Святого Пия X.

## История
22 февраля 2013 года Римский папа Бенедикт XVI учредил епархию Гамбомы, выделив её из епархии Овандо.

## Ординарии епархии
- епископ Urbain Ngassongo (22.02.2013 — по настоящее время).

## Источник
- Объявление об учреждении епархии (недоступная ссылка)  (итал.)